# Slatenik
Slatenik je naselje v Občini Pesnica.